# 先天性碘缺乏症候群
先天性碘缺乏症候群（又稱矮呆病、克汀病、呆小病）是指因孕婦對碘的攝取不足，使得嬰兒先天性缺乏甲狀腺激素（先天性甲狀腺機能低下症），而導致嚴重阻礙身心發展的一種症狀。一般通过使用加碘盐进行预防。

## 導因於先天性甲狀腺機能低下症的克汀病
先天性甲狀腺機能低下症可能是地域性的、遺傳性的或偶發性的。若不治療，可能會導致身心發展上輕度或重度的損傷。
一歲時，身高上的增長即會顯現出明顯的不足。若沒有治療，長大成人後，根據嚴重程度、性別和遺傳等因素，身高只會有1至1.6公尺的高度。骨齡和青春期會嚴重延遲，且會阻礙排卵，導致不孕。
神經上的損害可能是輕微的，使得肌力和身體的協調性變差；也可能嚴重到使人無法站立或行走。認知障礙也可以是輕微的，使得思考和反應較慢；或嚴重到使人無法語言，且需要他人基本照顧。
其他症狀還包括皮膚變粗、舌頭肥大或腹部凸出。
偶發性和遺傳性的克汀病導因於胎兒甲狀腺失常的發展或功能。此類型的克汀病在已開發國家中已幾乎絕跡了，因為新生兒篩檢計劃可以早期診斷出疾病，並終身給予甲狀腺素（T4）的治療。

## 流行病學

2012年每百萬人因碘缺乏而失去的失能調整生命年 (DALY)
52-163
181-217
221-221
222-310
320-505
512-610
626-626
653-976
984-1,242
1,251-3,159

造成克汀病的原因是因為飲食中缺乏碘。這個疾病已經侵襲了世界各地的許多人們，且在許多國家中依然是一個重大的公共衛生問題。碘是一種必需微量元素，主要用於甲狀腺素的合成。碘雖然存在於許多食物中，但並不是在所有的土壤中都存有足夠的碘。許多內陸地區的土壤都缺碘，因此上面的植物和動物也會相對地缺碘。生活在這些地區，且沒有其他外來的食物來源的人們是得到碘缺乏病的高危險群。
缺乏碘會導致不同程度身心發展上的傷害。缺乏碘也會引起甲狀腺逐漸肥大，稱為甲狀腺腫。

## 预防
許多國家的公共衛生政策都會有對碘的管理以對抗因缺乏碘而造成的各種傷害。其中最廉价但又最有效的方法就是使用加碘盐。

## 治疗
该病需要终身服用甲状腺素（T4）。婴儿患者一般是将药片捣碎加入母乳或其他奶类服用。

## 外部連結
- Network for Sustained Elimination of Iodine Deficiency（页面存档备份，存于）
- Cretinism | Research in Mental Handicap（页面存档备份，存于）